# Herken de Homo
Herken de Homo was een Nederlandse realityserie, waarin een vrouw op zoek gaat naar een potentiële levenspartner. De serie verscheen in 2005 op televisie bij RTL. Er werd geen tweede seizoen gemaakt.  

## Opzet
Het programma was ontleend aan een van origine Amerikaans tv-programma-concept uit 2004, Playing It Straight, in een poging om Lgbt-thematiek aan de programmering toe te voegen. In het programma wordt een dame het hof gemaakt door een groep mannen. Elke week bepaalt de dame welk van de mannen er afvalt, met als doel om in de laatste aflevering één man over te houden met wie ze mogelijk verder wil in het leven. Met de laatste aflevering is ook een prijzenpot gemoeid. Alle mannelijke kandidaten doen zich voor als hetero, maar een deel ervan is in werkelijkheid homo. Blijft de dame aan het eind van de serie over met een homo, dan wint deze man de hele prijzenpot. Blijft ze over met een hetero, dan delen de twee het bedrag.
In de Nederlandse versie draaide het programma om de vrijgezelle Natalie, een voormalig miss Aruba, en veertien stoere, al dan niet heteromannen op een haciënda in het Mexicaanse Alamo. De Nederlandse versie werd gepresenteerd door Fiona Hering.  

## Ontvangst
Voor het oorspronkelijke concept in de Verenigde Staten werd een seizoen van acht afleveringen gemaakt. Na drie afleveringen werd echter de stekker uit het programma getrokken. Desondanks toonde het buitenland interesse; naast Nederland werd het concept ook aan televisiezenders in het Verenigd Koninkrijk en Australië verkocht. In Australië bleef het bij een seizoen, in het Verenigd Koninkrijk volgde er zeven jaar na het eerste seizoen nog een tweede. 

## Parodie
De Vlaamse zender 2BE kocht het Nederlandse seizoen over, om het vanaf december 2008 in België uit te zenden. Het Vlaamse humoristische televisieprogramma Zonde van de zendtijd betitelde het introliedje van Herken de Homo vervolgens als "simpel en geniaal", omdat het in het kort wist uit te leggen waar het programma over ging, en maakte daarop een soortgelijk nieuw introliedje voor onder meer Samson en Gert en De Pfaffs.